# 澳洲茄碱
澳洲茄碱（Solasonine）是茄科植物中會有的糖苷生物碱，當高劑量使用時有毒。澳洲茄碱是澳洲茄胺的糖苷化合物。澳洲茄碱可以用在藥物、癌症治療，甚至可當作殺蟲劑使用。
高劑量的糖苷生物碱會干擾人類細胞膜的功能，因此屬於有毒物質。糖苷生物碱會讓細胞膜無法阻擋要接觸細胞的任何化學物質，因此會有細胞凋亡的風險。
澳洲茄碱也是一種不成功的抗癌用藥Coramsine中的成份之一。

## 抗癌潛力
澳洲茄碱是龙葵的主要成份之一。龙葵有抗發炎以及抗病毒的作用，也有在中藥中使用。近期的研究發現澳洲茄碱可以抑制腫瘤的成長、誘導细胞凋亡並且活化铁死亡（ferroptosis）機制，因此有在抗癌上的潛力。
澳洲茄碱誘導細胞凋亡的方式是透過調整關鍵的細胞路徑，例如粒線體膜通透性。鐵死亡是種促進癌細胞死亡的機制，澳洲茄碱會增加活性氧类（ROS）的合成，並且擔任催化劑，因此可以活化鐵死亡機制。

## 副作用
澳洲茄碱有抗發炎的功用，但本身是類固醇配糖生物鹼，因此也有很多副作用。副作用包括低血壓、呼吸變慢、心率加快，這些是（高劑量的）澳洲茄碱細胞毒性，會讓細胞膜破裂後的結果。高劑量的澳洲茄碱會干擾細胞合成DNA，也存在有基因毒性以及誘導腫瘤的效應。過量服用龙葵的毒性症狀包括頭痛、腸胃刺激、嘔吐、腹瀉等。